# Złota Maryla
Złota Maryla – album polskiej piosenkarki Maryli Rodowicz, wydany w 1995 roku nakładem wydawnictwa muzycznego Tra-la-la.
Przy tworzeniu płyty udział wzięli m.in. José Torres, Jacek Wąsowski, Henryk Miśkiewicz i Adam Sztaba.

## Lista utworów
Opracowano na podstawie materiału źródłowego:
1. „To se ne vrati”
2. „Listopady Liści”
3. „I co i co”
4. „Jola, Ola...”
5. „Ciupaga i tam-tam”
6. „Zadyma”
7. „Przecież wiesz, że kocham...”
8. „Idioci”
9. „Z sufitu”
10. „Największa miłość, najcięższy grzech”
11. „Zostały mi”
12. „Dworzec”
13. „Walc dla outsiderów”